# SN 1999bg
SN 1999bg – supernowa typu II-P odkryta 28 marca 1999 roku w galaktyce IC 758. W momencie odkrycia miała maksymalną jasność 15,50m.